# Meli Lupi
I Meli Lupi di Soragna sono una nobile famiglia italiana che si fregia dei titoli di marchesi e principi di Soragna e di principi del Sacro Romano Impero.

## Storia

### I Lupi

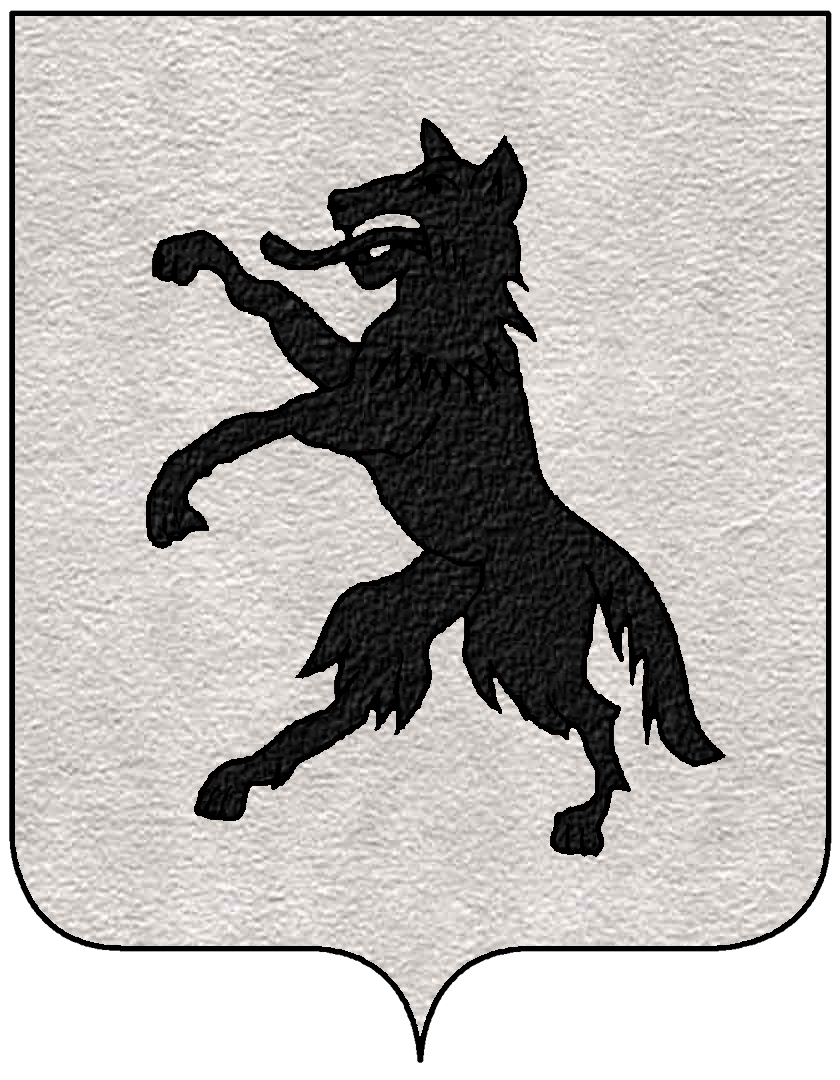
Stemma dei Lupi

La famiglia Lupi ha origini probabilmente longobarde o, secondo la leggenda familiare, dalla regina Lupa del Regno di León. Secondo il genealogista secentesco Ippolito Calandrini, la famiglia discende da Sisulfo o Gisulfo, figlio di Lupo del Friuli, a sua volta discendente di San Lupo da Troyes. La fortuna della famiglia cominciò nel XIII secolo, quando Guido Lupi sposò una Pallavicino. Si parla anche del nobile Azzo da Lucca, personaggio d'origini longobarde, quale capostipite della famiglia. I Lupi ebbero la signoria di Soragna almeno a partire dal 1198 e, con diploma dato in Praga il 20 settembre 1347, fu investita del marchesato di Soragna dall'imperatore Carlo IV (la nomina fu poi confermata nel 1364 e nel 1368). L'insigne casata, che dette numerosi esponenti politici e podestà a vari comuni dell'Italia settentrionale e centrale, fu esiliata da Parma e dal feudo di Soragna a causa delle annessioni dei Visconti duchi di Milano nel XIV secolo. I Lupi si rifugiarono, insieme con i Rossi di San Secondo, coi quali erano imparentati, presso i da Camino signori di Padova. Alcuni Lupi furono valorosi capitani di ventura: così presso i Carraresi di Padova troviamo Bonifacio Lupi e i nipoti Simone, Antonio e Antonio Biancardo. La linea anziana e primogenita si estinse nel 1514. Sussistono tuttora presso la basilica del Santo a Padova la cappella di San Giacomo Maggiore (affrescata a fine '300 da Altichiero da Zevio, Verona, e Jacopo Avanzi di Bologna), dov'è tumulato il marchese Bonifacio e la moglie toscana Caterina de' Franceschi, e, nella piazzetta adiacente, l'oratorio di San Giorgio, mausoleo familiare (affrescato da Altichiero).

### I Meli di Cremona

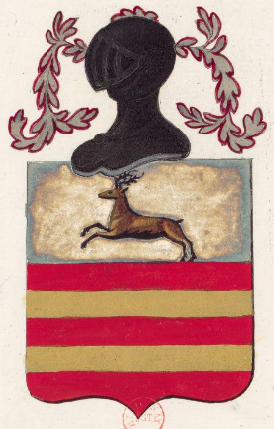
Stemma famiglia Meli

Antica nobile famiglia cremonese, ascritta al patriziato veneto dal 1499, si propagò nel corso dei secoli in diverse regioni italiane. Capostipite fu Andreolo Meli,, vissuto nel XV secolo. Membri illustri della famiglia furono: Antonio (XIV secolo), giureconsulto alla corte dei Visconti, Gianfilippo (XV secolo), consigliere di Francesco Sforza, Gabriele (?-1505), decurione di Cremona.
Nel 1530 Giampaolo I Meli, discendente dalla storica famiglia, figlio di Giovanni e di Caterina Lupi, prese possesso del feudo di Soragna, assumendo il cognome Meli Lupi.

### I Meli Lupi di Soragna

Lo stemma dei Meli Lupi, dal diploma dell'imperatore Carlo VI d'Asburgo (1731)

Privo di eredi diretti, con testamento del 24 ottobre 1513 il marchese Diofebo I Lupi scelse come suo successore il pronipote Giampaolo I Meli (1508-1539), nipote ex filio di sua sorella Caterina e di Giovanni Meli (?-1478), appartenente all'omonima illustre famiglia cremonese ascritta (dal 1499) al patriziato veneziano: nonostante le ripetute contestazioni e gli appelli degli esponenti degli altri rami familiari, Giampaolo vide confermati i suoi diritti sul feudo di Soragna da Carlo V con diploma sottoscritto in Mantova il 10 aprile 1530, con il quale gli veniva conferito il rango di nobile del Sacro Romano Impero e era autorizzato a inserire nel suo stemma l'aquila bicipite imperiale. In virtù di tale decreto, la famiglia Meli assunse la denominazione di Meli Lupi e adottò l'arme dei Lupi (d'argento, al lupo rapace d'azzurro, armato e linguato di rosso) abbassata sotto un capo di concessione con le armi dell'Impero (d'oro, all'aquila bicipite di nero, rostrata e membrata del campo).
Il 4 agosto 1709 Giampaolo IV Meli Lupi ottenne da Giuseppe I la dignità di principe di Soragna e del Sacro Romano Impero, trasmissibile in linea maschile primogenita e, in caso di estinzione di questa, al ramo collaterale più prossimo: con lo stesso diploma riceveva il trattamento di Illustrissimus, Dilectus e Consanguineus Charissimus. L'arme principesca concessa dall'imperatore riuniva quelle delle famiglie Lupi e Meli: nel primo partito recava l'arme dei Lupi di Soragna come risultante dalla concessione del 1530 (il capo dell'impero, per ragioni di simmetria, veniva però esteso al punto che il primo partito risulta troncato); nel secondo, quella dei Meli di Cremona (troncato, nel primo d'argento, al cervo slanciato al naturale, nel secondo di rosso, a due bande d'oro).
Nel 1729 Giampaolo IV Maria morì senza prole: suo fratello Niccolò I ottenne dall'imperatore Carlo VI la successione nel feudo e il titolo principesco (diploma dato in Laxenburg il 19 maggio 1731).

### I Meli Lupi di Soragna Tarasconi
Nel 1857 il marchese Luigi Lupo Meli Lupi di Soragna fu nominato erede universale dal conte Luigi Tarasconi, ultimo discendente della stirpe. Dall'anno seguente il ramo secondogenito dei principi aggiunse al proprio il cognome Tarasconi, unendo gli stemmi gentilizi delle due casate, per decreto del 12 febbraio 1858 firmato dalla duchessa reggente Luisa Maria di Borbone.

## Alcuni personaggi della famiglia

### Lupi
- Guido I Lupi (XIII secolo), fondatore della casata, erede nel 1198 di una porzione del marchesato di Soragna;[6][7]
- Rolando Lupi (XIII secolo), figlio di Guido I, politico, podestà di Novara e di Mantova nel 1256;[8]
- Ugo Lupi (XIII secolo), podestà di Cremona;
- Raimondino Lupi (1310-1379), condottiero;
- Bonifacio Lupi (1316-1390), capitano di ventura;
- Antonio Lupi (?-1412), podestà in alcune città, tra cui Pavia e Belluno;
- Francesco (?-1475), condottiero;
- Raimondo Lupi (1409-1484), giurista e diplomatico;
- Diofebo Lupi (?-1514), condottiero.

### Meli Lupi di Soragna
- Giampaolo I Meli Lupi (1506-1543), marchese di Soragna;
- Diofebo II Meli Lupi (1532-1591), condottiero, marchese di Soragna, sposò Cassandra Marinoni (1503-1573) nota come "Donna Cinerina";
- Giampaolo III Meli Lupi (1571-1649), condottiero al servizio di Alessandro Farnese e marchese di Soragna;
- Diofebo III Meli Lupi (1601-1681), letterato e condottiero, marchese di Soragna;
- Nicolò I Meli Lupi (1666-1748), 2º principe di Soragna;
- Giuseppe Meli Lupi (?-1713), militare di marina:
- Federico Meli Lupi (?-1783), adottato dal viceré di Sicilia Giovanni Fogliani.

### Meli Lupi di Soragna Tarasconi
- Antonio Meli Lupi di Soragna Tarasconi (1885-1971), figlio del marchese Luigi Lupo, ufficiale e diplomatico.